# Coppa del Territorio di Krasnodar 2018
La Coppa del Territorio di Krasnodar 2018 è la 3ª edizione della coppa locale di football americano, organizzata dalla KKFAF.

## Squadre partecipanti
| Club                  | Città        | Stadio | Sponsor ufficiale |
| --------------------- | ------------ | ------ | ----------------- |
| Krasnodar Bisons      | Krasnodar    |        |                   |
| Novorossiysk Admirals | Novorossijsk |        |                   |

## Calendario
| Krasnodar 18 novembre 2018 | Krasnodar Bisons | 41 – 0 (0-0 22-0 6-0 13-0) referto | Novorossiysk Admirals |  |

| Novorossijsk 2 dicembre 2018 | Novorossiysk Admirals | 6 – 28 (0-6 0-7 0-7 6-8) referto | Krasnodar Bisons |  |

## Classifica
La classifica della regular season è la seguente:
- PCT = percentuale di vittorie, G = partite giocate, V = partite vinte, P = partite perse, PF = punti fatti, PS = punti subiti
- il vincitore del torneo è indicato in verde

| Pos. | Squadra               | PCT   | G | V | P | PF | PS |
| ---- | --------------------- | ----- | - | - | - | -- | -- |
| 1    | Krasnodar Bisons      | 1.000 | 2 | 2 | 0 | 69 | 8  |
| 2    | Novorossiysk Admirals | .000  | 2 | 0 | 2 | 8  | 69 |

## Verdetti
- Krasnodar Bisons Vincitori della coppa del Territorio di Krasnodar 2018